# Loreto Aravena (futbolista)
Loreto Aravena Riquelme (Chaitén, Chile, 20 de septiembre de 1995) es una futbolista Chilena que se desempeña como volante en Universidad de Concepción, donde es capitana y ha militado durante toda su carrera.
Juega en Universidad de Concepción desde el comienzo de la rama femenina, previamente defendía la camiseta de la selección de fútbol de la casa de estudios en competencias universatarias, lo que la hace ser considerada como una referente importante en la historia de la institución.
En enero de 2016 atiende las convocatorias de pruebas masivas de jugadoras para conformar el primer plantel femenino del campanil, donde resulta ser una de las pocas seleccionadas. En Marzo del mismo año ya estaba debutando en Primera División.
En 2022, se convirtió en la jugadora con más partidos disputados en la historia de UdeC Femenino, donde rompió la marca de 86 partidos que portaba Angelica Gutierrez.
En marzo de 2023, Loreto se convirtió en una de las primeras 11 jugadoras que firmaron un contrato profesional con UdeC Femenino
El 11 de junio del mismo año, enfrentándose a Deportes Iquique por la fase regular del Campeonato 2023, se convirtió en la primera jugadora en la historia del campanil en alcanzar los 100 partidos jugados.

## Vida Extradeportiva
Loreto es administradora pública de la Universidad de Concepción actividad que ejerce paralelamente a su carrera deportiva.

## Clubes
| Club                      | País  | Año               |
| ------------------------- | ----- | ----------------- |
| Universidad de Concepción | Chile | 2016 – actualidad |

| Club                              | Temporada  | Part. | Goles |
| --------------------------------- | ---------- | ----- | ----- |
| Universidad de Concepción · Chile | 2016       | 16    | 0     |
| Universidad de Concepción · Chile | 2017       | 18    | 0     |
| Universidad de Concepción · Chile | 2018       | 10    | 1     |
| Universidad de Concepción · Chile | 2019       | 17    | 0     |
| Universidad de Concepción · Chile | 2020       | 6     | 1     |
| Universidad de Concepción · Chile | 2021       | 8     | 0     |
| Universidad de Concepción · Chile | 2022       | 14    | 0     |
| Universidad de Concepción · Chile | 2023       | 18    | 0     |
| Universidad de Concepción · Chile | 2024       | 22    | 1     |
| Total club                        | Total club | 129   | 3     |